# Подснежник (журнал)
«Подснежник» — русский журнал для детского и юношеского возрастов, издававшийся Вл. Н. Майковым в Санкт-Петербурге в 1858—1862 годах. Первоначально журнал выходил еженедельно, затем — ежемесячно. Всего вышло 55 номеров.
Задачей журнала для детей и юношества издатель определил «…доставлять раннему возрасту обоего пола непрерывный, беспрестанно наполняющийся и разнообразно изменяющийся источник чтения...».
Издание было заметным явлением в детской периодике тех лет, тем более, что многие детские журналы к тому времени уже исчерпали себя. «Подснежник» широко печатал современных русских авторов реалистического направления, публиковал много переводных произведений — Шекспира, Андерсена, Бичер Стоу, Гофмана, братьев Гримм. В журнале печатались русские и зарубежные сказки, мифы и предания, исторические произведения, записки путешественников и описания стран мира, переводы лучшей иностранной литературы для детей и юношества и др.
В феврале 1859 г. в «Журнале министерства народного просвещения» было опубликовано Распоряжение министра народного просвещения России: «О журнале, одобренном для употребления в учебных заведениях Министерства народного просвещения»:
«Министр народного просвещения, признавая издаваемый г. Майковым журнал, под названием „Подснежник“, назначаемый для детского и юношеского возраста, по роду и достоинству помещаемых в нём статей, весьма полезным иметь в библиотеках учебных заведений, разрешил начальствам оных подписываться на сей журнал по мере денежных способов заведений; желающие подписаться на сей журнал обращаются к редактору В. В. Майкову, живущему в С. Петербурге, на Лиговке, в доме купца Зуева. Цена журнала с пересылкою шесть руб. сер., которые могут быть уплачиваемы в течение года».

## Авторы

### Сотрудники редакции
Д. Григорович, Н. А. Некрасов, В. П. Авенариус, Ап. Н. Майков, И. А. Гончаров, В. И. Водовозов, Гр. П. Данилевский, И. С. Тургенев и др.
Библиографический отдел вёл Д. И. Писарев. С 1860 года основным сотрудником «Подснежника» стала писательница М. Ф. Ростовская, с 1864 года она сама приступила к созданию журнала «Семейные вечера», который просуществовал 24 года.

### Писатели
А. И. Ризников (1813—1883) — генерал-майор, писатель.